# Édouard Frémy
Pour les articles ayant des titres homophones, voir Frémy.
Édouard Frémy, né le 29 septembre 1843 à Paris où il est mort le 13 mai 1904, est un historien français.

## Biographie
Fils du chimiste Edmond Frémy, Édouard Frémy, dit « le comte Frémy », débuta dans la carrière diplomatique comme secrétaire de légation au ministère des Affaires étrangères, puis premier secrétaire d’ambassade. Après les changements politiques en France, il abandonna la politique pour se consacrer à la littérature et à l’histoire diplomatique.
Il a donné au Correspondant des articles sur Henri de Nesmes, et la carrière diplomatique de Lamartine et de Chateaubriand.
Élu correspondant de l’Académie nationale de Reims en 1893, il assista à plusieurs des séances publiques et y apporta son Histoire de l’Académie des derniers Valois. On lui doit la publication des poésies inédites de Catherine de Médicis.
Frémy, qui était lui-même poète, est l’auteur des vers qui furent lus aux fêtes du centenaire du chimiste Michel-Eugène Chevreul. Il avait épousé la fille d'Alexandre Sénart, président honoraire de la Cour d’appel de Paris.

## Publications
- Essai sur les diplomates du temps de la Ligue d’après des documents nouveaux et inédits, Paris, E. Dentu, 1873, 8° (OCLC 715043179) ; rééd. Genève, Slatkine Reprints, 1971.
- Un ambassadeur libéral sous Charles IX et Henri III. Arnaud Du Ferrier d’après sa correspondance inédite (1563-1567-1582), Paris, E. Leroux, 1880, IX-426 p. (OCLC 491888744), prix Marcelin Guérin de l'Académie française en 1881.
- Les Poésies inédites de Catherine de Médicis, Paris, L. Techener, 1884, 273 p., (OCLC 12225911).
- Origines de l’Académie française : l’Académie des derniers Valois, Académie de poésie et de musique 1570-1576, Académie du palais 1576-1585, d’après des documents nouveaux et inédits, Paris, E. Leroux, 1887, 402 p. (OCLC 3421029) ; rééd. Paris, Slatkine Reprints, 1969, prix Marcelin Guérin de l'Académie française.

## Iconographie
- Portrait en médaillon d'Édouard Frémy par Victor Peter[2], musée d'Orsay, Paris.